# بلبل عاري الوجه
بلبل عاري الوجه (الاسم العلمي: Pycnonotus hualon) (بالإنجليزية: Bare-faced Bulbul)‏ هو نوع من الطيور يتبع جنس البلبل من الفصيلة البلابل.